# Accademia. Revue de la Société Marsile Ficin
Accademia. Revue de la Société Marsile Ficin ist eine internationale wissenschaftliche Fachzeitschrift, die seit 1999 jährlich unter den Auspizien der Société Marsile Ficin, einer Gelehrtengesellschaft mit Sitz in Paris erscheint. Thematisch ist die Zeitschrift auf den Humanismus der Renaissance fokussiert mit Beiträgen zur Philosophie-, Kultur- und Kunstgeschichte, wobei der Florentiner Humanist Marsilius Ficinus und sein Umkreis sowie die Wirkung des Platonismus im Zentrum stehen.
Zu den Autoren der Zeitschrift zählen unter anderem Guido Bartolucci, Paul Richard Blum, Christopher S. Celenza, Thomas Gilbhard, Teodoro Katinis, Thomas Leinkauf, Philippe Morel, Claudio Moreschini, Maria Muccillo, Stéphane Toussaint, Maude Vanhaelen und Cesare Vasoli.